# 固有詞
固有詞，在東亞漢字文化圈内是指漢語族之外的各民族語言中存在的、各語言獨有的非漢語詞彙，與漢字詞及西洋外來語共同組成該完整之語言。固有詞為該民族語言自身的原始詞彙，並非借自漢語，也不充當同義漢語詞彙的訓讀詞，故而無對應的實意漢字。韓语、京語、日語等皆有少數固有詞。
對於固有詞的表記，不同民族有不同的方式。韓語、越南語及日語則各自發明或發展了諺文、喃字及假名等文字系統，並且在建立民族國家之後，成功將這些文字系統作為本民族的主流文書系統（今越南採外來制定的國語字）。

## 韩国语的固有词
韓國将固有词称为固有語。谚文发明以前多直接使用汉字表记，叫做“吏读”。谚文发明以后，取代了吏讀漢字用作表記固有語，之後取代漢字用於表記大部分的漢語詞。

## 越南语的固有词
越南將固有詞稱為純越詞。喃字发明以后多使用喃字表记。近代國語字（罗马字）發明以後，逐渐轉而使用国语字表记，并一直沿用到现在。

## 日本語的固有詞
日本将固有词称为和語（大和言葉）。平假名发明以前多直接使用汉字表记，叫做“万叶假名”。平假名发明以后，逐漸取代萬葉假名，用於表記固有詞。
　

## 固有詞例表
| 漢語 (普通話) | 壯語 (武鸣方言) | 日語 (東京方言) | 朝鮮語 (漢城方言) | 越南語 (西貢方言) | 琉球語 (沖繩方言) |
| 人            | Boux (佈)       | 人 hito         | 사람 saram        | 𠊛                | 人 chu            |
| 國家 國       |                 | kuni            | 나라 nara         | (𡐙)渃            | shima             |
| 山            | bya (岜)        | 山 yama         | 메 me             | 𡶀                | mu'i              |
| 一            |                 | 一 hito         | 하나 hana, 한 han | 𠬠                | てぃいち tīchi    |
| 林            | ndoeng (崬)     | 森 mori         | 숲 sup            | 𡼹                | yama              |
| 雪            |                 | yuki            | 눈 nun            |                   |                   |
| 語言          |                 | kotoba          | 말 mal            | 次㗂 thứ tiếng    | 口 guchi          |
| 寫            | –               | く kaku         | 쓰다 sseuda       | 曰 viết           | ちゃん kachan     |
| 湯            | –               | shiru           | 국 guk            | 羹 Canh           | yuu               |
| 吃 食         | gwn (𫩒)        | べる taberu     | 먹다 meokda       | 𩛖/咹             | むん kamun        |
| 母            | –               | ははhaha        | 어머니 eomeoni    | 媄                | あんまー 'anmaa   |
| 我            | gou (我)        | watashi         | 나 na             | 碎                | ん wan            |